# 22 de juliol (sèrie de televisió)
22 de juliol (títol original en noruec: 22. juli) és una minisèrie de televisió de sis episodis creada per Sara Johnsen, dirigida per Pål Sletaune i produïda per la televisió pública Noruega (NRK). Es va estrenar al país escandinau al gener de 2020. Narra els fets reals del 22 de juliol del 2011, l'atemptat que va passar a Oslo i la masacre a l'illa d'Utøya a través d'uns personatges fictícis, periodistes, policies, sanitaris i civils, que mostren com els va afectar la tragèdia.
Difosa a l'Estat espanyol per Filmin, disponible en versió original subtitulada en català. Emesa en versió doblada al català per TV3 el juliol del 2021.

## Sinopsi
El 22 de juliol de 2011 a primera hora de la tarda va esclatar un cotxe bomba en el districte governamental del centre d'Oslo i poques hores més tard l'autor de l'atemptat, Anders Behring Breivik, noruec de 32 anys i d'ideologia d'extrema dreta, aprofitant el desconcert es va dirigir a l'illa d'Utøya, on el terrorista va tirotejar indiscriminadament als joves que estaven en uns campaments d'estiu del Partit Laborista Noruec. Breivik va detonar la bomba d'Oslo, que va acabar amb la vida de 8 persones i 69 més en el campament de les Joventuts Laboristes.
La sèrie es basa en aquests fets reals per narrar l'abans i els després, a través de diverses trames, com els va afectar la tragèdia a persones de diferents orígens i entorns socials. Dos periodistes que investiguen les possibles errades policials, una anestesista enmig de l'emergència i fent front a les retallades a la sanitat, una professora que s'enfronta al dolor dels familiars d'un alumne que ha perdut una germana, un policia angoixat per la culpa, uns immigrants etíops que han de fer front al racisme i un bloguer d'ultradreta són alguns dels perfils del retrat coral.

## Repartiment
- Alexandra Gjerpen: Anine Weish (periodista de l'Aftenposten)
- Øyvind Brandtzæg : Eivind Torset (policia)
- Helga Guren : Helga (professora)
- Ane Skumsvoll : Anne Cathrine (anestesiòloga)
- Marius Lien : Harald (periodista de l'Aftenposten)
- Fredrik Høyer : Mads (el bloguer d'extrema dreta)
- Mette Arnstad : Torunn
- Benjamin Lønne Røsler : Joachim (amic de Mads)
- Hamza Kader : Liiban (netejador)
- Markus Tønseth : Peter (editor de l'Aftenposten)
- Gard Skagestad : Knut
- Siri Forberg : Gerd
- Modou Bah : Isak (periodista de l'Aftenposten)
- Steinar Markussen: periodista de l'Aftenposten
- Jon Bleiklie Devik : director de l'hospital
- Mads Jørgensen : Stig
- Melvin Lyfjell: Ruben (fill de l'Helga)
- Jamal Miad : Jamal

## Episodis
La sèrie consta de 6 episodis de 50 minuts cadascun, amb direcció a càrrec de Pål Sletaune i Gjyljeta Berisha i els guions de Sara Johnsen(creadora),Pål Sletaune i Kjersti Wøien Håland.
| Episodi | Títol                                           |
| 1       | "Al millor país del món (I verdens beste land)" |
| 2       | "Oslo"                                          |
| 3       | "Algú dispara (Det er noen som skyter)"         |
| 4       | "30 minuts (30 minutter)"                       |
| 5       | "Trompa d'elefant (Elefantsnabel)"              |
| 6       | "Lliure albir (Fri vilje)"                      |

## Al voltant de la sèrie
La versió que ens aporten Sarah Johnsen i Pal Sletaune en aquesta minisèrie de gairebé 5 hores situa l'acció en els dies previs als atacs i acaba el desembre del 2011, sis mesos després, amb un retrat profundament crític en diferents perspectives que aporten els diversos personatges que el guió ens creuarà. Posa de manifest alguns dels problemes de la societat noruega, tot i el seu estat del benestar, com el racisme latent en una part de la població i les retallades en la sanitat pública, aprofundint en les possibles causes i conseqüències que va suposar la matança per la comunitat.
Hi ha altres incursions, en format de llargmetratge que tracten aquesta masacre nórdica d'una forma menys analítica, com la de Paul Greengrass, 22 July (2018) o la narració més immersiva,Utøya 22. juli (2018) dirigida per Erik Poppe i amb guió de Anna Bache-Wiig, Siv Rajendram, amb una sòbria realització en un únic pla seqüència. Un film elogiat per la crítica que va competir a la Berlinale.